# Woche

Wochentagsheptagramm mit den Symbolen der Wochentage: Sonne (So, oben), Mond (Mo, unten rechts) und weiter entlang der grünen durchgezogenen Linie zu Mars (Di), Merkur (Mi), Jupiter (Do), Venus (Fr), Saturn (Sa)

Die Woche ist heute in fast allen Kulturen eine gebräuchliche Zeiteinheit von sieben Tagen.

## Etymologie
Das Wort Woche ist verwandt mit den Wörtern Weichen und Wechsel.

## Wochenbeginn
Nach der 1975 von der Internationalen Organisation für Normung (ISO) aufgestellten Empfehlung haben die Wochentage seit Januar 1976 die folgende Reihenfolge: Montag, Dienstag, Mittwoch, Donnerstag, Freitag, Samstag/Sonnabend und Sonntag. In China werden die Wochentage von Montag (1) bis Samstag (6) durchgezählt und entsprechend benannt, der Sonntag ist jedoch nicht der Tag sieben, sondern der „Himmelstag“.
Nach altpersischer Tradition beginnt die Woche mit dem Samstag, nach jüdischer und christlicher Tradition hingegen gemäß der mittelalterlichen Wochentagszählung mit dem Sonntag. In den USA, in Israel und in arabischen Ländern wird es auch heute noch so gehandhabt. Im Portugiesischen werden die Wochentage außer Samstag und Sonntag durchgezählt, wobei der Montag der zweite und der Freitag der sechste Tag ist. Das bedeutet, dass der Sonntag als erster und der Samstag (Sabbat) als siebter Wochentag gerechnet wird. Ebenso ist es in Japan (siehe Japanische Zeitrechnung, Wochentage).
Auch die deutsche Bezeichnung „Mittwoch“ bezieht sich auf einen Wochenbeginn am Sonntag und nicht am Montag. Jedoch vermerken die Kalender der meisten europäischen Staaten den Montag als ersten Tag der Woche, wie in der Norm ISO 8601 vorgesehen.

## Anwendung
Sie ist in den meisten Ländern weder eine gesetzliche Einheit noch eine physikalische Maßeinheit im Sinne von Einheitensystemen. Dennoch können nach dem deutschen Bürgerlichen Gesetzbuch (z. B. § 188 Abs. 2) und dem schweizerischen Obligationenrecht (Art. 77 Abs. 1 Ziff. 2 OR) Fristen in Wochen angegeben werden, wobei in Deutschland die Woche meist als Montag 0:00 Uhr bis Sonntag 24:00 Uhr definiert wird (§ 21a Arbeitszeitgesetz).

## Situation in Deutschland
In Deutschland war ab 1943 die DIN-Norm DIN 1355 gültig, die 1975 mit Wirkung ab 1976 geändert wurde, dann 1992 in der EN 28601 aufging und im September 2006 von der derzeit gültigen ISO 8601 abgelöst wurde.

## Sieben-Tage-Woche

### Ursprünge
Die Zusammenfassung von sieben Tagen zu einer Einheit von einer Woche kann mit der Länge eines Monats (Mondes) erklärt werden, der etwas mehr als 28 Tage umfasst. Die vier Mondphasen (Neulicht nach Neumond, zunehmender Halbmond, Vollmond, abnehmender Halbmond, Neumond) erlauben dann eine naheliegende Einteilung der 28 Monatstage in vier Wochen zu je sieben Tagen. Eine alte Namensgebung und Reihenfolge der Wochentage stammt aus Babylonien. Jedem Tag wurde dabei eine Gottheit zugeordnet, und jedem der damals bekannten beweglichen Himmelsobjekte (Sonne, Mond, Mars, Merkur, Jupiter, Venus und Saturn) wurde ein Wochentag zugeordnet.
In semitischen Sprachen beruht das Wort für Woche (hebräisch שבוע schawua, arabisch أسبوع) auf demselben Wortstamm wie die Bezeichnung für die Zahl Sieben, ebenso war sa-ba-tu in der babylonischen Sprache die Bezeichnung für den siebten Tag nach Neulicht.
In den ältesten schriftlichen Tora- und damit auch Bibel-Überlieferungen (5. Jahrhundert v. Chr.) wird explizit eine Sieben-Tage-Woche genannt, wobei die ersten sechs Tage mit Nummern bezeichnet werden, der siebte Tag hingegen als allgemeiner „Ruhetag“ herausgehoben ist, siehe dazu Gen 2,2 . Dabei bleibt bislang ungeklärt, ob die Überlieferung der Tora von Anfang an mit der Sieben-Tage-Woche verbunden war oder ob zwei ursprünglich getrennte Überlieferungen erst später miteinander verbunden wurden. Die Bezeichnung Sabbat für den „Ruhetag“ ist dagegen erst sehr viel später bezeugt. Die Namensherleitung ist ebenfalls nicht klar. Die moderne Forschung diskutiert einerseits die Herkunft vom hebräischen Begriff šbt („aufhören, von der Arbeit ablassen, feiern“) und andererseits die babylonische Entsprechung šapattu (Mondfest). Gemäß der christlichen Tradition feiern die meisten Christen den ersten Tag der Woche, den Sonntag (Tag der Sonne; Tag, an welchem dem Sonnengott Opfer dargebracht wurden), als Gedächtnistag der Auferstehung Jesu von Nazareth. Das Gebot der Sabbatheiligung wird in diesem Sinne umgedeutet („Du sollst den Feiertag heiligen.“).
In der Antike gelangte im Rahmen des ägyptisch-babylonischen Zodiaks die Einteilung zu den Griechen und Römern. Diese Namenstradition erfuhr schon früh den weiteren Transfer bis nach Indien und Japan (Siehe auch japanische Wochentage). Bis zur Einführung der babylonischen 7-Tage-Woche hatten die Griechen den Monat noch in die aus Ägypten stammende zehntägige Dekade eingeteilt, die Römer in das achttägige Nundinum.

### Offizielle Einführung
Wann und von wem die noch heute übliche Zählung der Wochentage zum ersten Male festgelegt wurde, kann nicht zurückverfolgt werden.
Unsere heutige Siebentagewoche löste unter orientalischem Einfluss das altrömische Nundinum (8-Tage-Wohe) ab, evtl. maßgeblich durch die Kalenderreform des Gaius Iulius Caesar im Jahre 45 v. Chr. Rechtlich kann die Verbindlichkeit der 7-Tage-Woche allerdings erst mit Kaiser Konstantin ab 321 n. Chr. in der Gesetzgebung zur Arbeits- und Gerichtstagsfreiheit des Sonntags festgemacht werden.
Es gibt keine Hinweise, dass die Abfolge der sieben Wochentage seit ihrer Einführung jemals unterbrochen worden wäre, auch nicht durch die Kalenderreform des gregorianischen Kalenders. Damit stellt sie den regelmäßigsten Bestandteil des julianischen sowie des gregorianischen Kalenders dar.

## Kalenderwoche
Das Kalenderjahr umfasst mindestens 52 Wochen, die v. a. im Geschäftsleben als Kalenderwochen (KW) durchnummeriert werden, wobei es für die Wochen-Nummerierung verschiedene Definitionen gibt. Je nach angewandter Regel kann die erste Woche eines Jahres (KW 1) unterschiedlich festgelegt sein:
- Gemäß Normen der ISO, DIN, ÖNORM und SN (ISO 8601, früher DIN 1355-1) in der EU und den meisten anderen europäischen Ländern sowie überwiegend in Asien und Ozeanien ist jene Woche, die den ersten Donnerstag des Jahres enthält die KW 1. Da ISO 8601 den Montag als ersten Tag der Woche definiert, ist dies somit die erste Woche, von der mehr Tage (mindestens vier) auf das neue Jahr fallen als auf das alte Jahr. Äquivalent hierzu sind die folgenden Definitionen:
  - jene Woche, die den 4. Januar enthält
  - jene Woche, die den 1. Januar enthält, falls dieser ein Montag, Dienstag, Mittwoch oder Donnerstag ist, sonst die darauf folgende Woche
- In Nordamerika und großen Teilen Südamerikas, Japan, Israel: jene Woche, in die der 1. Januar fällt, wobei die Woche nach der mittelalterlichen Wochentagszählung am Sonntag beginnt
- Selten: die erste vollständige Woche des Jahres

### Zählweise nach ISO 8601
Die Kalenderwoche ist nach ISO 8601 so definiert:
1. Kalenderwochen haben 7 Tage, beginnen an einem Montag und werden über das Jahr fortlaufend nummeriert.
2. Die Kalenderwoche 1 eines Jahres ist diejenige, die den ersten Donnerstag des Jahres enthält.

Weitere Eigenschaften dieser Zählweise sind:
- Jedes Jahr hat entweder 52 oder 53 Kalenderwochen.
- Ein Jahr hat genau dann 53 Kalenderwochen, wenn es mit einem Donnerstag beginnt oder endet:
  - Ein Gemeinjahr mit 53 Wochen beginnt an einem Donnerstag und endet an einem Donnerstag.
  - Ein Schaltjahr mit 53 Wochen beginnt entweder an einem Mittwoch und endet an einem Donnerstag oder es beginnt an einem Donnerstag und endet an einem Freitag.
- Der 29., 30. und 31. Dezember können schon zur Kalenderwoche 1 des Folgejahres gehören.
- Der 1., 2. und 3. Januar können noch zu der letzten Kalenderwoche des Vorjahres gehören.
- Der 4. Januar ist immer in Kalenderwoche 1.

In Deutschland führte das Deutsche Institut für Normung mit der DIN 1355-1 zum 1. Januar 1976 eine entsprechende Zählweise mit Montag als erstem Wochentag in Deutschland ein. In der Vorgängerversion DIN 1355 von 1943 fing die Woche noch am Sonntag an. In Kalendern für den deutschsprachigen Raum wird die Kalenderwoche stets nach ISO 8601 gezählt, auch wenn manchmal der Sonntag als Wochenanfang dargestellt wird.
Im März 1975 wurde vom DIN für die Bundesrepublik Deutschland empfohlen, dem Wochentag Montag die Ordnungszahl 1 zuzuordnen (DIN 1355); daraus hat sich die Gepflogenheit entwickelt, den Montag als ersten Tag der Woche und somit den Wochenbeginn anzusehen. Vorher hatte es im deutschen Normenwerk seit Januar 1943 die Regelung gegeben: „Eine Woche beginnt am Sonntag um 0:00 und endet am darauffolgenden Sonnabend um 24:00“. In der DDR trat diese Änderung bereits im Jahr 1969/1970 in Kraft. 1978 beschloss auch die UNO, dass der Montag international als der erste Tag der Woche gelten solle.
Beispiele:
- Kalenderwoche KW 52, 2003: „2003-W52“ – Montag, 22. Dezember 2003, bis Sonntag, 28. Dezember 2003
- Kalenderwoche KW 1, 2004: „2004-W01“ – Montag, 29. Dezember 2003, bis Sonntag, 4. Januar 2004

### Berechnung in den USA und vielen anderen Ländern

Der erste Tag der Woche in verschiedenen Ländern gemäß CLDR
Montag
Freitag
Samstag
Sonntag

In Teilen der Welt (beispielsweise Nordamerika und Teilen Südamerikas) hat sich die jüdisch-christliche Tradition erhalten, den Sonntag als ersten Tag der Woche zu rechnen. In den USA und Ländern, die ebenfalls das dort gültige Schema verwenden, gelten folgende Regeln:
- Jeden Sonntag beginnt eine neue Kalenderwoche.
- Am 1. Januar beginnt stets – unabhängig vom Wochentag – die 1. Kalenderwoche.

Daraus lassen sich wiederum einige Eigenschaften ableiten:
- Die erste und die letzte Kalenderwoche eines Jahres müssen nicht vollständig sein, das heißt, sie können weniger als sieben Tage enthalten
- Jedes Jahr, das kein Schaltjahr ist oder dessen 31. Dezember kein Sonntag ist, hat 53 Kalenderwochen.
- Falls der 31. Dezember eines Schaltjahres ein Sonntag ist, so liegt dieser Sonntag als einziger Tag in der 54. Kalenderwoche (dieser Fall tritt relativ selten ein; innerhalb eines Jahrhunderts alle sieben Schaltjahre: zuletzt in den Jahren 1944, 1972 und 2000, die nächsten Male 2028 und 2056).

Eine abgewandelte, in den USA allerdings weder standardisierte noch übliche, Form dieses Berechnungsschemas verwendet ähnlich wie beim DIN-Schema nur volle Wochen und legt als erste Kalenderwoche diejenige fest, die den 1. Januar enthält. In diesem Fall können dann die Tage nach dem letzten Dezembersamstag bereits zur ersten Kalenderwoche des Folgejahres gehören, während eine 54. Kalenderwoche niemals auftritt.
Im US-amerikanischen Geschäftsleben und in der dortigen öffentlichen Kommunikation werden Kalenderwochen in Form fortlaufender Nummern wie oben allerdings selten benutzt. Stattdessen wird eine Woche meistens durch ihren Montag bezeichnet, z. B. week of June 20.

## Jahrwochen
Die Jahrwoche ist ein Zeitraum, der in der Bibel verwendet wird und jeweils mit einem Sabbatjahr endet. Sieben Jahrwochen bilden ein Jubiläum, sodass auf jedes 7. Sabbatjahr ein Jubeljahr bzw. Erlassjahr folgt.

## Dauerkalender

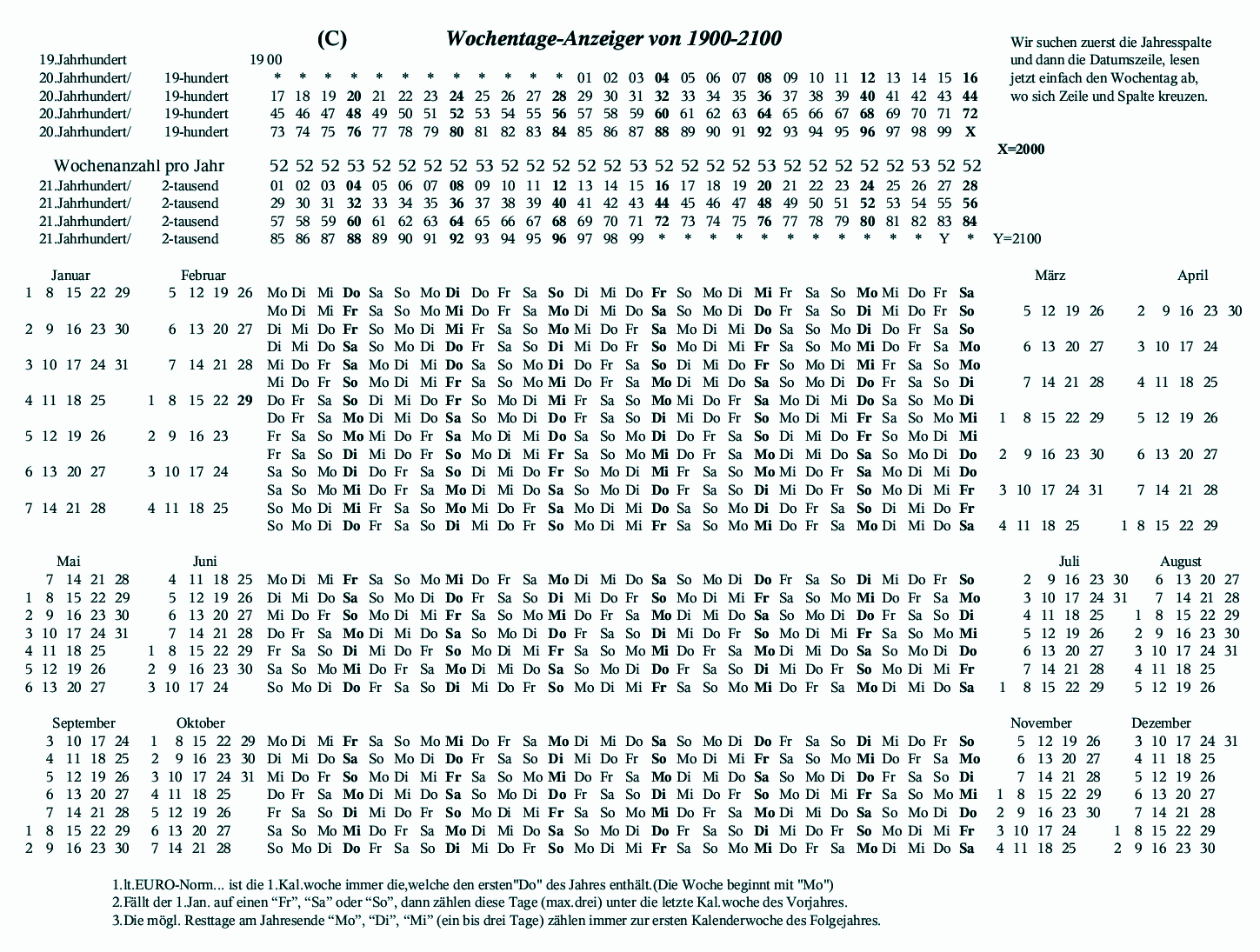
Dauerkalender einschließlich Ablesen des Wochentags

## Andere Systeme kurzer Zeitabschnitte
Das System der Sieben-Tage-Woche hat sich heute in allen bevölkerungsmäßig großen Kulturen, wie das Rechnen mit zehn Ziffern, durchgesetzt. In früheren Kulturen gab es aber auch andere Systeme der Tageszählung:
- Im alten Ägypten war der Kalender in 36 Wochen zu je 10 Tagen unterteilt, die man als Dekaden oder Dekane bezeichnet.
- Auch im Attischen Kalender wurden 10-Tage-Wochen verwendet. In Monaten mit 29 Tagen wurde in der jeweils dritten Dekade jedoch ein Tag ausgelassen.
- Im Römischen Reich gab es eine achttägige Woche, die infolge der früheren Inklusivzählung sogenannten Nundinae. Zudem wurden im Monat drei Fixtage, Kalenden, Nonen und Iden verwandt. Im Jahr 321 n. Chr. wurde dieses System von der christlichen Woche mit dem Sonntag als offiziellem Ruhetag abgelöst.
- Mit Fünf-Tage- und einer 13-Tage-Phase(n) rechneten die Azteken. Der normale aztekische Kalender richtete sich nach dem Sonnenjahr und hieß xihuitl (bei den Maya haab). Er umfasste 18 Monate zu je 20 Tagen plus fünf Extratage, die unglücksvoll gewesen sein sollen. Jeder Monat hatte vier Wochen zu je fünf Tagen. Der letzte Tag in der Woche war öffentlicher Markttag (tianquiztli) und gleichzeitig Fest- und Ruhetag. So gab es insgesamt 288 Arbeitstage und 72 tianquiztli im Jahr. An den fünf Unglückstagen sollte man nicht arbeiten. Das ergab insgesamt 365 Tage. Da aber das Jahr ca. sechs Stunden länger ist, verschob sich der Kalender gegenüber dem tatsächlichen Sonnenjahr. Nach weit überwiegender Meinung wurde diese Verschiebung nicht durch Schalttage oder auf eine andere Weise ausgeglichen.

Es gab noch einen zweiten heiligen Kalender mit 260 Tagen, den sogenannten tonalpohualli (bei den Maya Tzolkin), der zu Weissagungen benutzt wurde. Die 260 Tage waren in 20 Wochen zu je 13 Tagen aufgeteilt. Jeder Tag war einem Gott (bzw. einer Göttin) zugeordnet. Das Schicksal der Menschen hing davon ab, ob ihrem Geburtstag gute oder schlechte Eigenschaften zugeschrieben wurde. So war beispielsweise „Sieben Regen“ ein günstiger Tag, „Zwei Kaninchen“ dagegen ein schlechter.
- Auch nach dem 1792 eingeführten Französischen Revolutionskalender gab es eine Zehn-Tage-Woche. Pro Monat gab es drei solcher Zehn-Tage-Wochen, jeder Monat hatte also 30 Tage. Am Ende des Jahres wurden fünf Extratage angehängt. Zum 1. Januar 1806 schaffte Napoleon diese neue Zeitrechnung wieder ab.
- Der Sowjetische Kalender der Oktoberrevolution von 1929 bis 1940 hatte eine Fünf-Tage-Woche, allerdings mit sechswöchigen Monaten.
- Auch im Diskordianischen Kalender wird eine Fünf-Tage-Woche verwendet.
- In vielen Regionen West- und Zentralafrikas (z. B. im Königreich Kongo) galt ein auf der Vier-Tage-Woche basierender Kalender.[10] Dabei galt: 1 Woche umfasste 4 Tage, der Monat 7 Wochen und das Jahr zählte 13 Monate plus 1 Tag. Mit der Übernahme des Christentums verdrängte der christliche Kalender zunehmend den Gebrauch dieses Kalenders.
- Im balinesischen Hinduismus benutzt man auch heute noch rituell mehrere Zählsysteme gleichzeitig (Pawukon). Aus der Kombination dieser Systeme ergeben sich 55 (= 1+2+3+4+5+6+7+8+9+10) verschiedene Tage. In der Praxis ist vor allem wichtig die Kombination von:

Triwara = drei Tagen
Pancawara = fünf Tagen
Saptawara = Siebentagewoche
Die Triwara ist der in Bali übliche Zyklus von Markttagen: jeden dritten Tag ist in einem Dorf Markttag.